# Émile Henriot (escritor)
Émile Henriot (3 de marzo de 1889 - 14 de abril de 1961) fue un escritor (novelista, poeta y ensayista) francés, nacido y fallecido en París. Fue también un reconocido crítico literario. Miembro de la Academia Francesa, electo en 1946 para el asiento número 9 que había sido de Marcel Prévost.

## Datos biográficos
Fue hijo del caricaturista Henri Maigrot, dit Henriot, Émile participó en la Primera Guerra Mundial. Periodista en el Temps entre las dos gran guerras, fue después crítico literario desde las páginas de Le Monde, heredero del Temps en la Liberación.
Se le atribuye el término "nouveau roman (nueva novela)" que usó por primera vez en un artículo en el periódico Le Monde (del 22 de mayo de 1957), en el que criticaba el libro La Jalousie, de Alain Robbe-Grillet y la reedición de Tropisme de Nathalie Sarraute, caracterizando bajo tal vocablo un movimiento literario que reagrupo a diversos autores que publicaban principalmente en las Ediciones de Minuit.
Fue elegido miembro de la Academia Francesa en 1946 al mismo tiempo que el filósofo y matemático Édouard Le Roy.

## Obra
- Poèmes à Sylvie (1906)
- Eurydice (1907)
- Petite suite italienne (1909)
- Jardins à la Française (1911)
- L’Instant et le Souvenir (1912)
- Vignettes romantiques et turqueries (1912)
- À quoi rêvent les jeunes gens ? (1913)
- La Flamme et les Cendres (1914)
- Bellica (1915)
- Le carnet d’un dragon dans les tranchées (1918)
- Valentin (1918)
- Le diable à l’hôtel ou les plaisirs imaginaires (1919)
- Les Temps innocents (1921)
- Courrier littéraire I (1922)
- Aquarelles (1922)
- Aventures de Sylvain Dutourd (1923)
- Livres et portraits, 3 vol. (1923-1927)
- Aricie Brun ou les Vertus bourgeoises (1924), Gran Premio de Novela de la Academia Francesa
- Stendhaliana (1924)
- Courrier littéraire II (1925)
- Les livres du second rayon (1925)
- Promenades pittoresques sur les bords de la Seine (1926)
- L’enfant perdu (1926)
- Éloge de la curiosité (1927)
- Journal de bord (1927)
- Esquisses et notes de lecture (1928)
- Alfred de Musset (1928)
- Promenades italiennes (1928)
- L’art de former une bibliothèque (1928)
- Romanesques et romantiques (1930)
- Les occasions perdues (1931)
- Épistoliers et mémorialistes (1931)
- La marchande de couronnes (1932)
- En Provence (1932)
- Courrier littéraire : XVIIe siècle (1933)
- Le pénitent de Psalmodi (1933)
- Vers l’oasis en Algérie (1935)
- Portraits de femmes, d’Héloïse à Marie Bashkirtseff (1935)
- Tout va finir (1936)
- Portraits de femmes, de Marie de France à Katherine Mansfield (1937)
- Le livre de mon père (1938)
- Recherche d’un château perdu (1941)
- Le pèlerinage espagnol (1942)
- Quatre nouvelles (1944)
- Poètes français, 2 vol. (1944-1946)
- Naissances (1945)
- Courrier littéraire : XIIIe siècle, 2 vol. (1945)
- Beautés du Brésil (1946)
- Courrier littéraire : XIXe siècle, autour de Chateaubriand (1948)
- La rose de Bratislava (1948)
- Courrier littéraire : XIXe siècle, Stendhal, Mérimée et leurs amis (1948)
- Les fils de la louve (1949)
- Tout va recommencer sans nous (1951)
- Courrier littéraire III (1953)
- Courrier littéraire : XIXe-XXe siècles, 2 vol. (1955-1956)
- Au bord du temps (1958)
- On n’est pas perdu sur la terre (1960)